# Tadeusz Sierocki
Tadeusz Sierocki (ur. 13 lipca 1929, zm. 1996) – polski historyk ruchu robotniczego, od 1965 członek redakcji kwartalnika Z Pola Walki. Autor haseł w Słowniku biograficznym działaczy polskiego ruchu robotniczego.
Został pochowany na cmentarzu parafialnym w Otwocku.

## Wybrane publikacje
- PPR w 25 rocznicę powstania partii, Warszawa 1966.
- Wanda Wasilewska, Wspomnienia, tekst przygot. do dr. i przypisami opatrzyli Halina Bułhakowska i Tadeusz Sierocki, wstęp oprac. T. Sierocki, "Z Pola Walki", 1968, nr 1 (14).
- Warszawska organizacja PPS : 1944-1948, Warszawa: Państwowe Wydawnictwo Naukowe 1976.
- Zrodzona z walki : wspomnienia peperowców, wybór, wstęp i oprac. Tadeusz Sierocki, Jan Sobczak i Władysław Ważniewski, Warszawa: "Książka i Wiedza" 1976 (Wybór materiałów z konkursu red. "Z Pola Walki" zorganizowanego w 1971).
- Oskar Lange, Warszawa: "Książka i Wiedza" 1989.

## Nagrody
- Nagroda "Trybuny Ludu" (zespołowa) za pracę "Polska Partia Robotnicza. Dokumenty programowe 1942-1948" (1985)[6]